# Gebirgsdivision 10

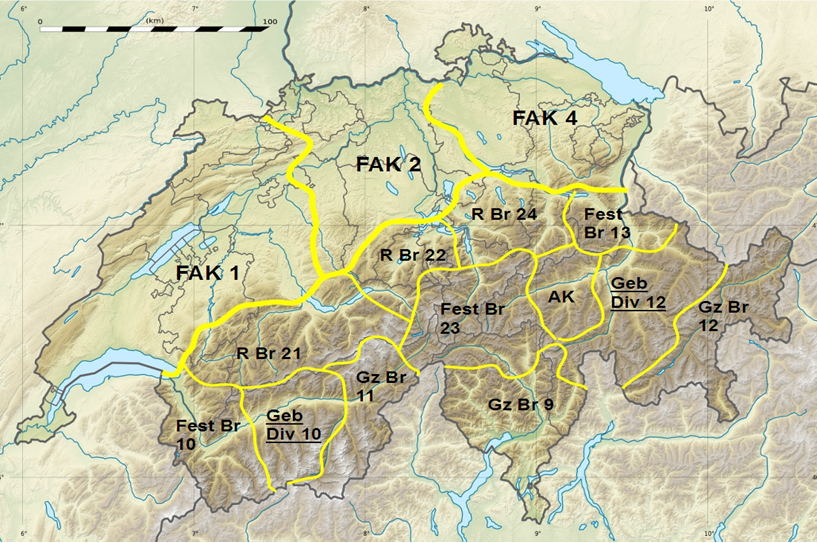
Raum Gebirgsdivision 10 im Grunddispositiv 1992

Die Gebirgsdivision 10 (Geb Div 10) war eine mit der Truppenordnung 1938 geschaffene, französischsprachige Gebirgsbrigade der Schweizer Armee, die 1962 als Gebirgsdivision dem neu gebildeten Gebirgsarmeekorps 3 unterstellt wurde. Sie wurde 2003 mit der Armee XXI aufgelöst und 2004 in die Gebirgsinfanteriebrigade 10 überführt.

## Vorgeschichte

Saumkolonne der Gebirgsbrigade 3, Bataillon 9, All’Acqua – Bedrettotal 1914–1918

Die ersten Gebirgstruppen der Schweizer Armee wurden mit der Truppenordnung von 1911 (TO 11) geschaffen. Die vier Gebirgsbrigaden 3, 9, 15 und 18 waren den Divisionen 1, 3, 5, und 6 im Mittelland unterstellt.
Mit der Truppenordnung 1938 (TO 36/38) wurden drei neue Divisionen (7 SG/TG, 8 LU/ZH, 9 TI/UR/ZH), drei Gebirgsbrigaden (10 VS/VD, 11 BE/VS, 12 GR/GL/SG) und 11 Grenzbrigaden (Gz Br) geschaffen sowie die Gotthard-Festungstruppen als Gebirgsbrigade 9 in die 9. Division eingegliedert. Es gab nun drei Gebirgsdivisionen (3, 8, 9).
Die Gebirgsbrigade 10 (Br mont 10) war dem 1. Armeekorps unterstellt, hatte einen Gesamtbestand von 35.000 Mann und umfasste zwei Gebirgsinfanterieregimenter (Geb Bat 6, 7, 11, 12 VS und Geb Bat 8, 9 VD), motorisierte und pferdegezogene Artillerie, Genie-, Sanitäts-, Versorgungs- und Transportformationen.

## Zweiter Weltkrieg

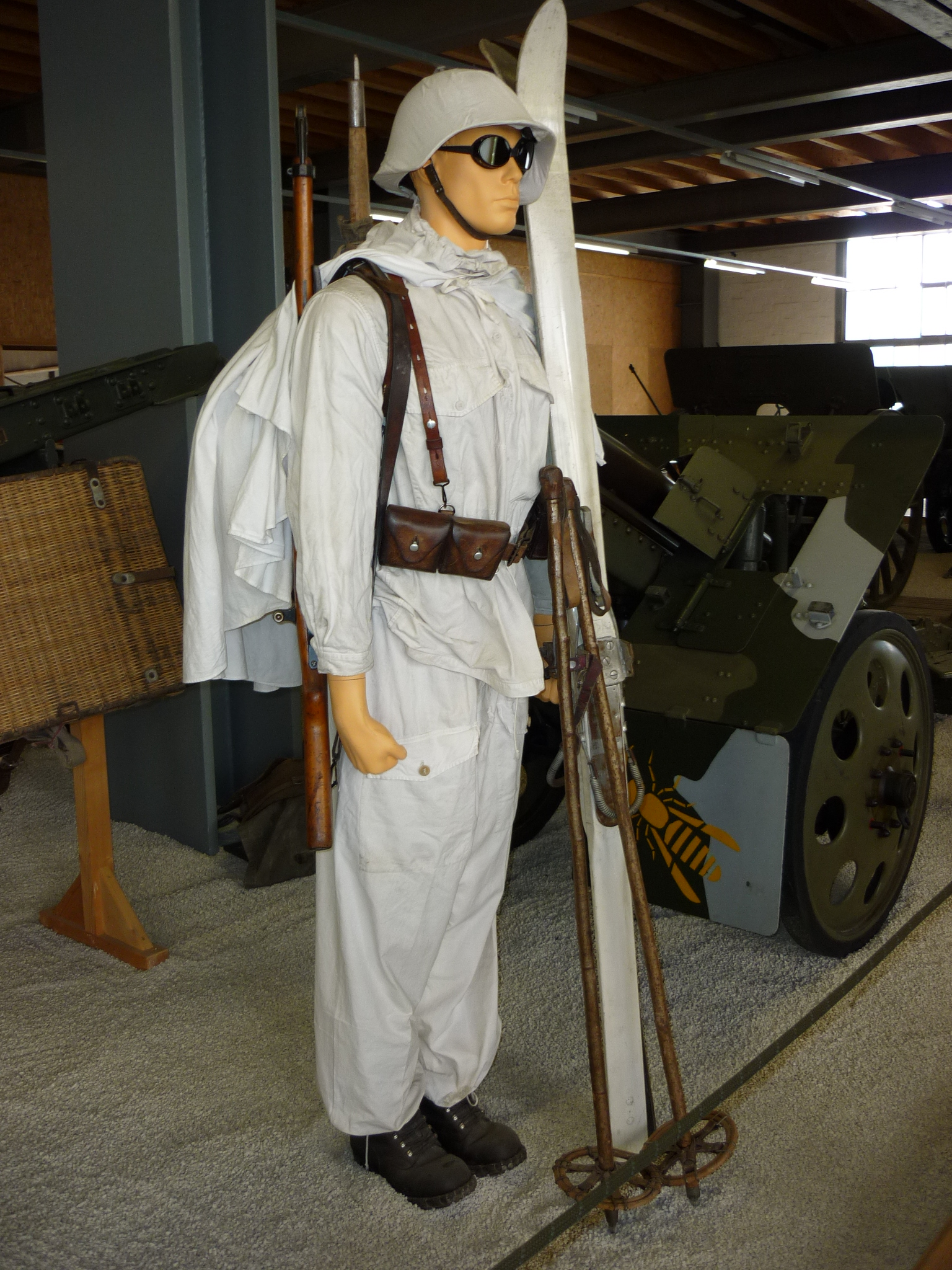
Gebirgssoldat mit Winterausrüstung

Während die Armee ihre erste Stellung (Operationsbefehl Nr. 4 „Aufmarsch Nord“ vom Januar 1940) an der Limmat (Limmatstellung) ausbaute, hatte das 1. Armeekorps die Südfront (Zentralalpen zwischen Saint-Maurice und Gotthardpass, Wallis und Tessin) gegen jede Überraschung zu sichern.
Der Auftrag für das 1. Armeekorps lautete: 1. Armeekorps hält sich bereit, einen überraschenden Überfall auf unsere Südgrenze im Abschnitt Mont Dolent-Pizzo di Cresem entgegenzutreten; es bereitet sich für diesen Fall vor, sowohl die Stellungen der Grenztruppen, als auch die Festungen Saint-Maurice und St. Gotthard zu halten.
Die 10. Gebirgsbrigade unter Oberstbrigadier Julius Schwarz wurde im Unterwallis (Festungsgebiet Saint-Maurice) eingesetzt, wo sie während des ganzen Aktivdienstes verblieb. Sie hatte die Stärke einer Division und umfasste vier Gebirgsinfanterieregimenter: Geb Inf Rgt 5 (Bat 7, 8, 9), Geb Inf Rgt 6 (Bat 6, 11, 12), Geb Inf Rgt 67 (Bat 201, 202, 203), Geb Inf Rgt 68 (Bat 204, 205, 206) sowie die Artillerieabteilung 11 mit drei Bataillonen.
Die 16'610 Wehrmänner waren mit 513 leichten Maschinengewehren Lmg 25, 129 Maschinengewehren auf Lafetten, 220 schweren Maschinengewehren Mg 11, 52 8,1 cm Minenwerfern, 38 4,7 cm Infanteriekanonen, 16 7,5-cm-Feldkanonen und acht schweren 10,5-cm-Motorkanonen ausgerüstet. Die Brigade hatte zusätzliche Feuerunterstützung durch die rund 40 Festungskanonen der Festung Saint-Maurice.
Die Brigade hatte den Zugang ins Wallis zwischen der Sperrstelle Chillon, Saint-Maurice und dem Kleinen Sankt Bernhardpass zu schützen. Sie war eng mit der Festung Saint-Maurice verbunden. Die Artillerie wurde südlich Martigny aufgestellt, wo der Feuerschutz durch die Festungsartillerie schwach war.

## Kalter Krieg
Nach dem Zweiten Weltkrieg wurde die Armee den veränderten Verhältnissen laufend (TO 47 und 51) angepasst. Mit der Armee 61 verliessen die Gebirgstruppen die Feldarmeekorps und die Brigaden 10 und 12 wurden zu Gebirgsdivisionen. Die Gebirgstruppen mit ihren 15 grossen Verbänden wurden im Gebirgsarmeekorps 3 zusammengefasst, dem die militärische Verantwortung für den Alpenraum übertragen wurde.
Die Gebirgsdivision 10 wurde mit dem Freiburger Infanterieregiment 7 verstärkt. Sie bestand aus französischsprachigen Truppen der Kantone Freiburg, Waadt und Wallis (Unterwallis).
Der Einsatzraum der Gebirgsdivision 10 wurde im Norden von den Ausläufern der Voralpen zwischen Thuner- und Genfersee, im Westen und Süden von der Landesgrenze begrenzt und umfasst das Wallis samt Berner, Freiburger und Waadtländer Alpen. Er wird von einer der drei grossen Nord-Süd-Verbindungen durchquert (Engnis von St. Maurice, Grosser Sankt Bernhard, Simplon) und deckt den Westteil der grossen Verschiebungslinie, welche das ganze Alpenmassiv durchzieht.
Im Rahmen des Gebirgsarmeekorps 3 hat die Gebirgsdivision 10 die Aufgabe, dem Gegner die Benützung der grossen Nord-Süd-Achse zu verwehren und die von Nordwesten, Westen und Süden ins Zentralmassiv führenden Zugänge zu decken.
Die Gebirgsdivision 10 wurde 2003 mit der Armee XXI aufgelöst und 2004 in die Gebirgsinfanteriebrigade 10 überführt.

### Benennung der Gebirgsdivision 10 im Lauf der Geschichte
- 1938–1961: Gebirgsbrigade 10, 1. Armeekorps
- 1962–2003: Gebirgsdivision 10, Gebirgsarmeekorps 3
- 2004–2008: Gebirgsinfanteriebrigade 10
- 2009–heute: Gebirgsinfanteriebrigade 10 (Reservebrigade)

## Patrouille des Glaciers
Die Patrouille des Glaciers wurde ursprünglich von den beiden Hauptleuten Rodolphe Tissières und Roger Bonvin der damaligen schweizerischen Gebirgsbrigade 10 zur Erprobung und Steigerung der Einsatzfähigkeit der Truppe im Rahmen der Mobilmachungsorganisation vor dem Zweiten Weltkrieg erkundet und geplant*.